# 本巣市民スポーツプラザ
本巣市民スポーツプラザ（もとすしみんスポーツプラザ）は、岐阜県本巣市にある本巣市が管理する野球場、テニスコート、プールを備えたスポーツ施設である。土地改良事業の余剰地に「糸貫町スポーツプラザ」として開設され、2004年（平成16年）に糸貫町の合併に伴い、現名称に変更となった。

## 施設概要

### 糸貫川スタジアム

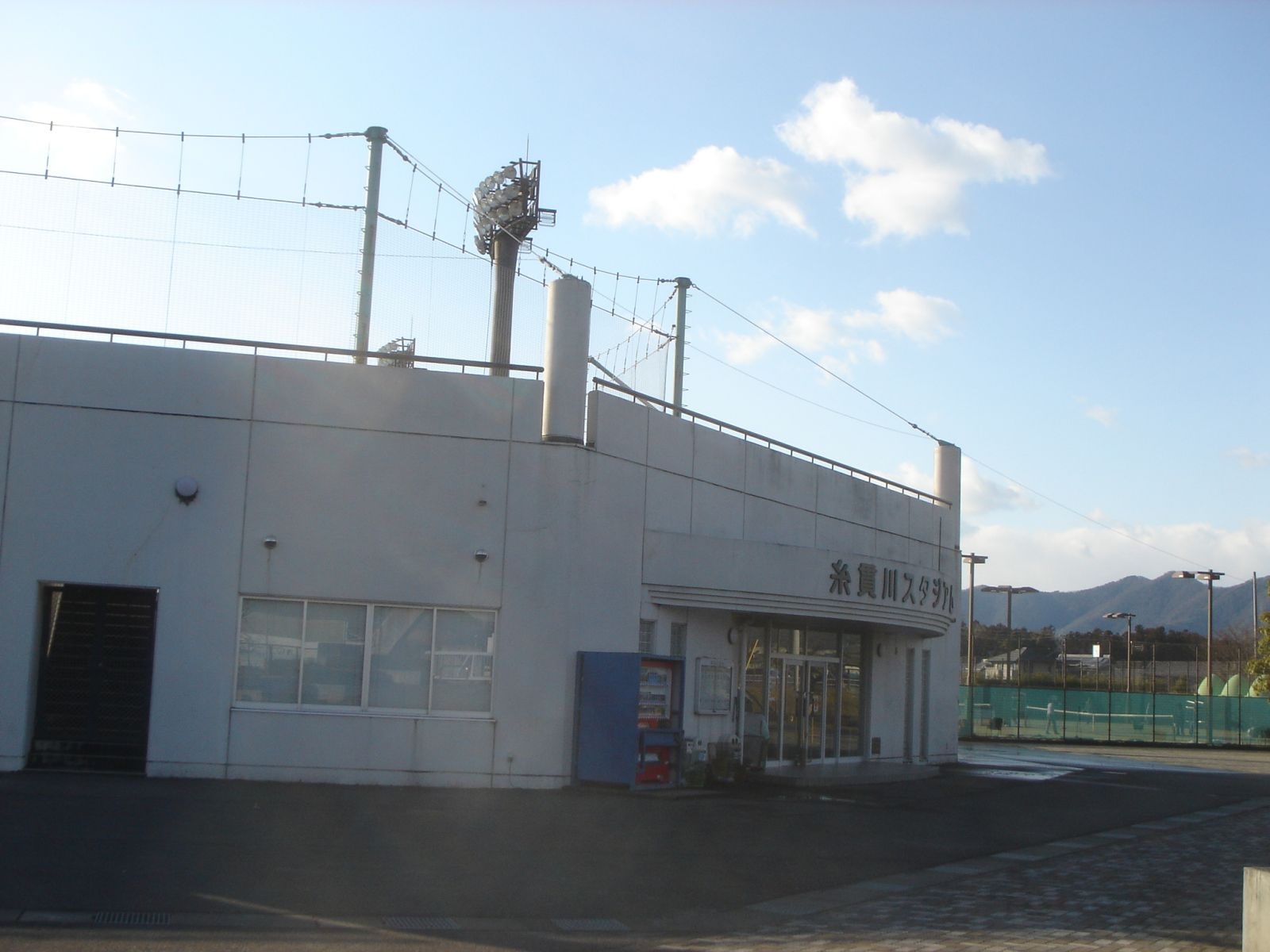
糸貫川スタジアム

中学校総合体育、岐阜県学童野球大会や山崎武司杯学童軟式野球大会などが行われている。
- 休場日：月曜日（その日が祝日などの場合はその翌日）、年末（12月29日～翌年1月3日）
- 面積：約12,000m2

### 糸貫川テニスコート
人工芝テニスコート4面、壁打ち1面を備えるテニスコート。
- 休場日：月曜日（その日が祝日などの場合はその翌日）、年末（12月29日～翌年1月3日）
- 面積：約2700m2

### 糸貫川プール
- 利用期間：7月第1日曜日～8月31日
- 開館時間：10:00～18:00
- 面積：約6,000m2
- 利用料金：大人300円、子供100円
  - 流水プール
  - 25mプール
  - 幼児用プール
  - ウォータースライダー

## 所在地
- 岐阜県本巣市長屋262番地

## アクセス
- 樽見鉄道糸貫駅より北へ徒歩15分。

## 周辺
- 本巣市役所
- 道の駅富有柿の里いとぬき
- モレラ岐阜